# Vincent Schorn
Vincent Schorn (* 20. Januar 1997 in Bamberg) ist ein deutscher Kickboxer und Physiotherapeut.

## Ausbildung und Beruf
Vincent Schorn ist staatlich examinierter Physiotherapeut. Er betreute zwei Jahre lang – in der Saison 2018/19 und 2019/20 – die Profi-Mannschaft vom Basketball-Bundesligisten und Rekordmeister Brose Bamberg in der 1. Basketball-Bundesliga und Basketball Champions League.
Danach machte Schorn sich selbständig und arbeitet seitdem gemeinsam mit seinem Vater Jürgen Schorn im Sportstudio Schorn (Schwerpunkte Kampfsport, Physiotherapie und Gesundheitssport) in Ebern. Zu seinen Kunden zählen Profisportler aus den Bereichen Basketball, Fußball sowie Kampfsport.

## Sportlicher Werdegang
Schorn begann mit dem Kinderkarate im Alter von vier Jahren und bestritt sein erstes Nachwuchsturnier am 7. März 2004 im Pointfighting in Geisenhausen. Nach einigen gewonnenen Nachwuchsturnieren wechselte er zwei Jahre später zu den normalen Kampfklassen, wo er einige Niederlagen erlitt. Sein erster Erfolg war im Jahr 2009 der dritte Platz bei der bayerischen Meisterschaft der BAKU (Bayerische Amateur Kickbox Union). Ein Jahr später gewann er den Adidas Cup und belegte einen zweiten Platz bei der Internationalen Deutschen Meisterschaft. Im selben Jahr holte er auch seinen ersten deutschen Meistertitel, den er mehrfach erfolgreich verteidigte.
Er etablierte sich in der Nationalmannschaft und nahm mit dieser an Welt- und Europameisterschaften teil. Im Jahr 2013 erzielte er durch den Gewinn der ISKA-Weltmeisterschaft/US Open (Orlando/Florida) seinen bisher größten Erfolg.
Schorn trainiert und kämpft für das KBT Schorn (Moskitos Ebern).

## Erfolge
- US-Open-Sieger / ISKA-Weltmeister 2013
- 5 × deutscher Meister
- WoK Masters Series, Sieger 2014
- WoK Masters Series II, Sieger 2014
- 1 × Deutschlandpokal-Sieger
- 2 × Manus-Trophy-Gewinner
- Mitglied der deutschen Jugend-/Junioren-Nationalmannschaft seit 2010
- 3 × bayerischer Meister
- 2 × internationaler bayerischer Meister
- 2 × internationaler deutscher Meister
- 1 × Internationaler-Sachsen-Cup-Sieger
- 3 × Bayernpokalsieger
- 1 × Adidas-Cup-Gewinner
- 1 × Superchallenge-Sieger
- 1 × Red-Dragon-Classics-Sieger